# Gare de Montières
La gare de Montières est une gare ferroviaire française de la ligne de Saint-Roch à Frévent, située dans le quartier de Montières, sur le territoire de la commune d'Amiens, dans le département de la Somme, en région Hauts-de-France.
Elle a été mise en service en 1877, par la Compagnie du Nord.
C'est une gare SNCF, ouverte au service de fret.

## Situation ferroviaire
Établie à 24 mètres d'altitude, la gare de Montières est située au point kilométrique (PK) 4,504 de la ligne de Saint-Roch à Frévent (à voie unique), entre la gare ouverte de Saint-Roch (Somme) et la gare fermée de Longpré-les-Amiens,. Elle est située à quelques kilomètres au sud de la voie mère de l'Espace Industriel Nord (EIN) d'Amiens, qui se trouve peu avant la limite d'exploitation de la ligne.

## Histoire
La gare de Montières a été mise en service (tout d'abord en tant que halte voyageurs,) le 15 octobre 1877 par la Compagnie des chemins de fer du Nord, lors de la mise en service de la ligne Amiens – Canaples (section de l'actuelle ligne de Saint-Roch à Frévent). Le 1er janvier 1938, la Société nationale des chemins de fer français (SNCF) est devenue propriétaire de la ligne et donc de la gare, et a officiellement fermé ladite ligne au trafic voyageurs le 7 novembre de la même année ; cependant, elle fut temporairement rouverte à ce même service au début de la Seconde Guerre mondiale (en 1939 et 1940 uniquement pour les militaires, puis du 1er septembre 1940 au 5 mai 1941 également pour les civils).

## Service des marchandises
La gare est ouverte au service de fret. Elle dessert des installations terminales embranchées.

## Patrimoine ferroviaire
L'ancien bâtiment voyageurs est toujours présent sur le site, ainsi qu'un quai. Dans les années 2010, ils semblent être utilisés pour les besoins de service de la SNCF.